# Marco Biagi
Marco Biagi (ur. 24 listopada 1950 w Bolonii, zm. 19 marca 2002, tamże) – włoski prawnik i ekonomista, specjalista z zakresu prawa pracy; doradca Roberta Maroniego, ministra pracy w rządzie Silvia Berlusconiego; zastrzelony przez Nowe Czerwone Brygady.